# U-524
U-524 — большая океанская немецкая подводная лодка типа IXC/40, времён Второй мировой войны.

## История
Заказ на постройку лодки был отдан судостроительной компании «Дойче Верке» в Гамбурге 14 февраля 1940 года. Лодка была заложена 7 августа 1941 года под строительным номером 339, спущена на воду 30 апреля 1942 года, 8 июля 1942 года под командованием капитан-лейтенанта Вальтера фон Штайнекера вошла в состав учебной 4-й флотилии. 1 декабря 1942 года вошла в состав 10-й флотилии. Лодка совершила 2 боевых похода, в которых потопила 2 судна (16 256 брт). 22 марта 1943 года потоплена к югу от Мадейры в районе с координатами 30°15′ с. ш. 18°13′ з. д. глубинными бомбами с американского самолёта типа «Либерейтор». Все 52 члена экипажа погибли.